# UH88
L'University of Hawaii 88 inch telescope (telescopio dell'Università delle Hawaii da 88 pollici) è un telescopio riflettore con specchio principale del diametro di 2,2 m ad uso dell'omonima università.

## Sviluppo

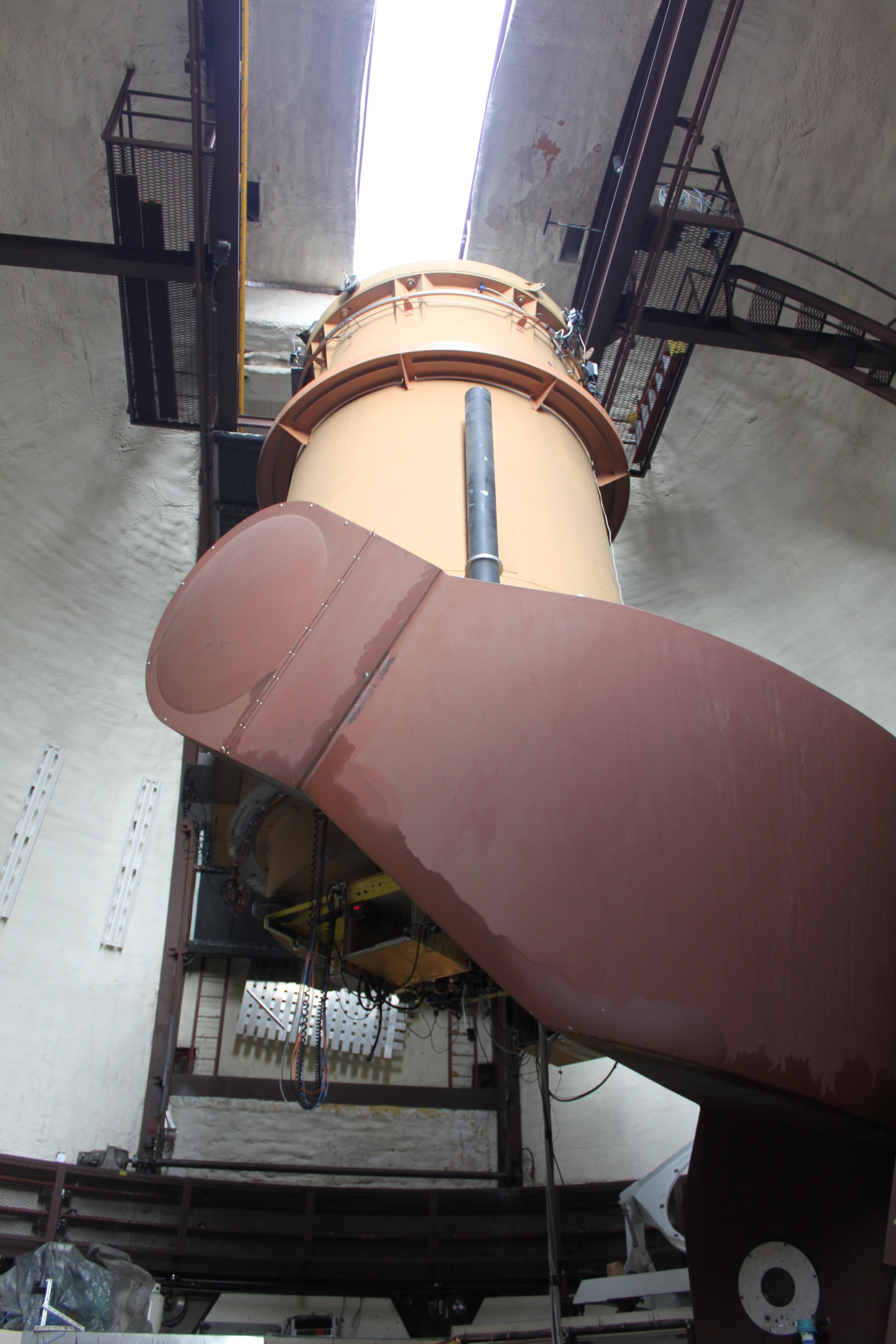
Telescopio

L'interesse per la costruzione del telescopio iniziò nel 1964, per poi essere effettivamente costruito nel 1970, risultando il primo telescopio dell'Osservatorio di Mauna Kea. Il successo avuto dall'UH88 ha portato all'installazione di altri strumenti e di conseguenza all'attuale osservatorio. Una notevole scoperta del telescopio è stato 15760 Albion, il primo oggetto individuato proveniente dalla Fascia di Kuiper, che non fosse Plutone.